# Conseil régional de Champagne-Ardenne
Conseil régional du Grand Est
Hôtel de région
Le conseil régional de Champagne-Ardenne est l'assemblée délibérante de la région française de Champagne-Ardenne jusqu'au 31 décembre 2015, à la suite de l'incorporation de la région avec la Lorraine et l'Alsace afin de former la nouvelle région Grand Est. 
Il comprend 49 membres et siège à Châlons-en-Champagne, au 5 rue de Jéricho à l'Hôtel de région, de 1982 jusqu'à sa fin.
Son dernier président est Jean-Paul Bachy (PS), élu le 2 avril 2004.

## Présidents du conseil régional
- Jacques Sourdille (1974-1981)
- Bernard Stasi (1981-1988)
- Jean Kaltenbach (1988-1998)
- Jean-Claude Étienne (1998-2004)
- Jean-Paul Bachy (2004-2015)

## Composition du conseil régional

### De 1986 à 1992
Il était formé de 47 conseillers : 
- Gauche : 19 élus.
- Droite : 23 élus.
- FN : 5 élus.

Le président du conseil régional était Bernard Stasi (UDF-CDS) jusqu'en 1988, puis Jean Kaltenbach (RPR).

### De 1992 à 1998
Il était formé de 49 conseillers : 
- Gauche : 12 élus.
- Les Verts : 2 élus.
- GE : 2 élus.
- Droite : 23 élus.
- CPNT : 2 élu.
- FN : 8 élus.

Le président du conseil régional était Jean Kaltenbach (RPR).

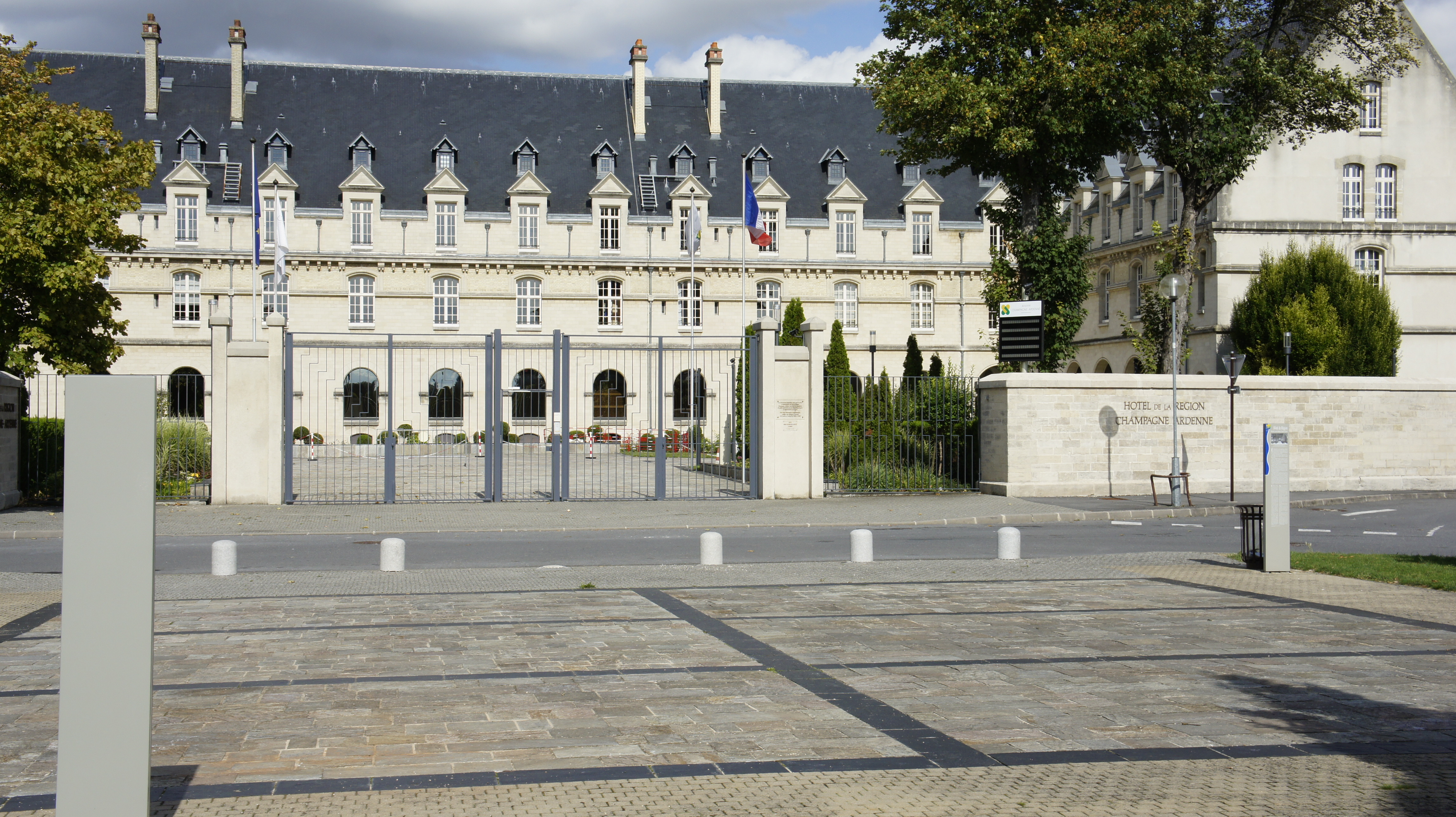
Le bâtiment de l'Hôtel de région.

### De 1998 à 2004
Il était formé de 49 conseillers : 
- LO : 1 élu.
- Gauche plurielle : 17 élus.
- CEI :1 élu.
- RPR - UDF : 20 élus.
- CPNT : 1 élu.
- FN : 9 élus.

Le président du conseil régional était Jean-Claude Étienne (RPR puis UMP).

### De 2004 à 2010

Logo du conseil régional jusqu'en 2011.

À la suite des élections régionales de 2004, le conseil était également composé de 49 membres, répartis entre les groupes suivants :
- Groupe PC : 6 élus.
- Groupe PS/PRG : 22 élus.
- Groupe UDF puis MoDem/Nouveau Centre : 4 élus.
- Groupe UMP : 11 élus.
- Groupe FN : 6 élus.

Le président était Jean-Paul Bachy, qui était à l'époque membre du parti socialiste.

### De 2010 à 2015
Le conseil régional compte 12 vice-présidents et 49 conseillers régionaux.

#### Vice-présidents (2010-2015)
- Jacques Meyer, 1er vice-président délégué à l'enseignement supérieur, la recherche et l'innovation
- Djamila Haddad, déléguée aux lycées, à l’apprentissage et au patrimoine
- Gérard Berthiot, délégué à la vie associative, la jeunesse, les sports et l'éducation populaire
- Nathalie Dahm, déléguée à la vie culturelle et au patrimoine culturel
- Pierre Mathieu, délégué aux infrastructures, aux transports et à la mobilité durable
- Claudine Ledoux, déléguée aux relations internationales, aux questions européennes et aux coopérations transfrontalières
- Yves Fournier, délégué à l'aménagement du territoire
- Patricia Andriot, déléguée à l'économie sociale et solidaire
- Roland Daverdon, délégué à l'agriculture, à la forêt et au tourisme
- Michèle Leflon, déléguée à la formation professionnelle et à l'orientation
- Raymond Joannesse, délégué au développement durable
- Joëlle Barat, déléguée à la santé et au handicap

#### Répartition des élus par départements
- 11 conseillers régionaux pour les Ardennes.
- 11 conseillers régionaux pour l'Aube.
- 20 conseillers régionaux pour la Marne.
- 7 conseillers régionaux pour la Haute-Marne[2].

#### Répartition des élus par groupes politiques (2010-2015)
- Groupe communistes : 6 élus.
- Groupe socialistes : 18 élus.
- Groupe Europe écologie : 5 élus.
- Groupe UMP-Nouveau Centre : 14 élus.
- Groupe FN : 6 élus.

#### Composition détaillée

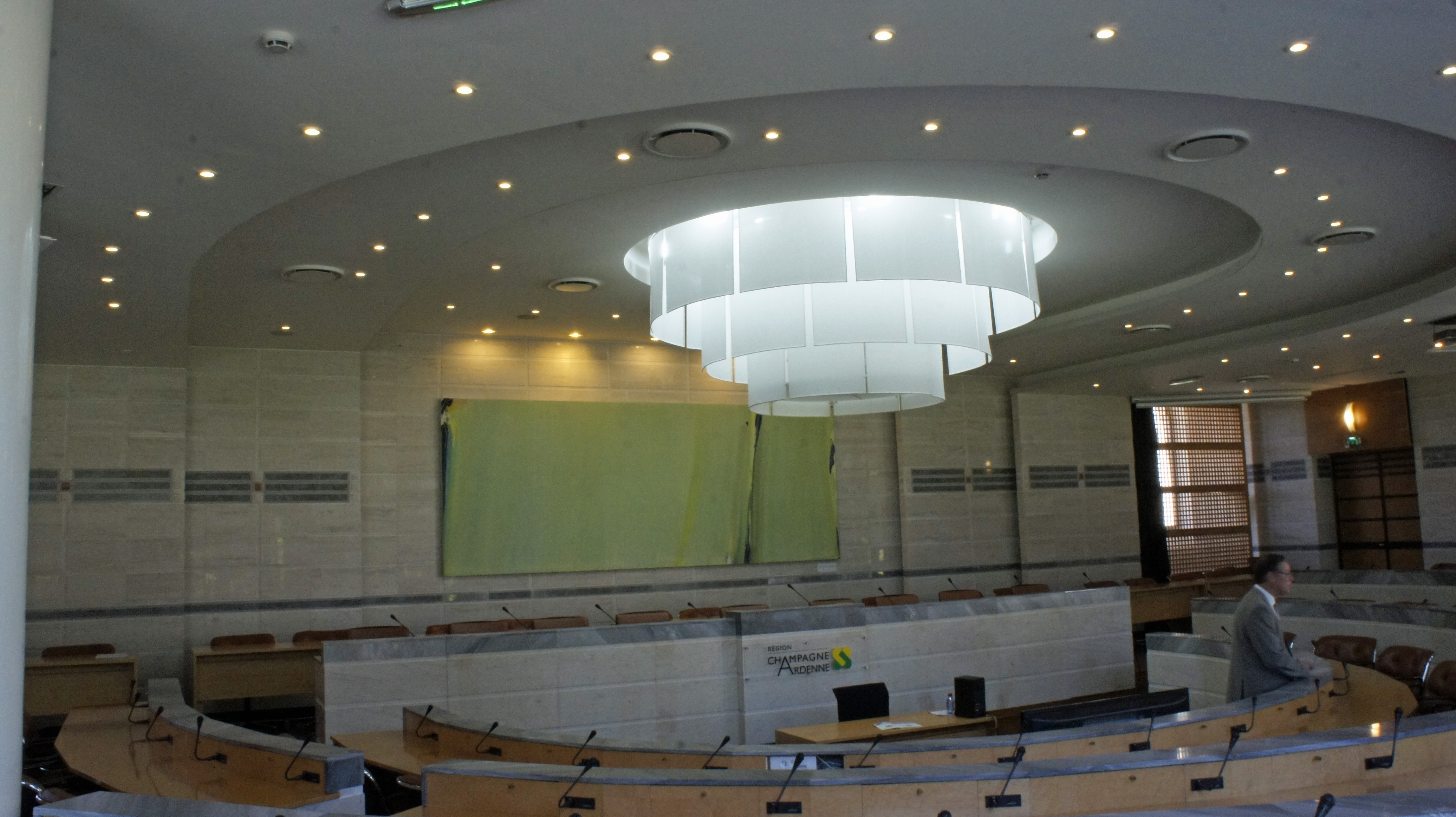
La salle des débats.

Voir les articles détaillés suivants :
- Liste des conseillers régionaux des Ardennes
- Liste des conseillers régionaux de l'Aube
- Liste des conseillers régionaux de la Haute-Marne
- Liste des conseillers régionaux de la Marne

## Le siège

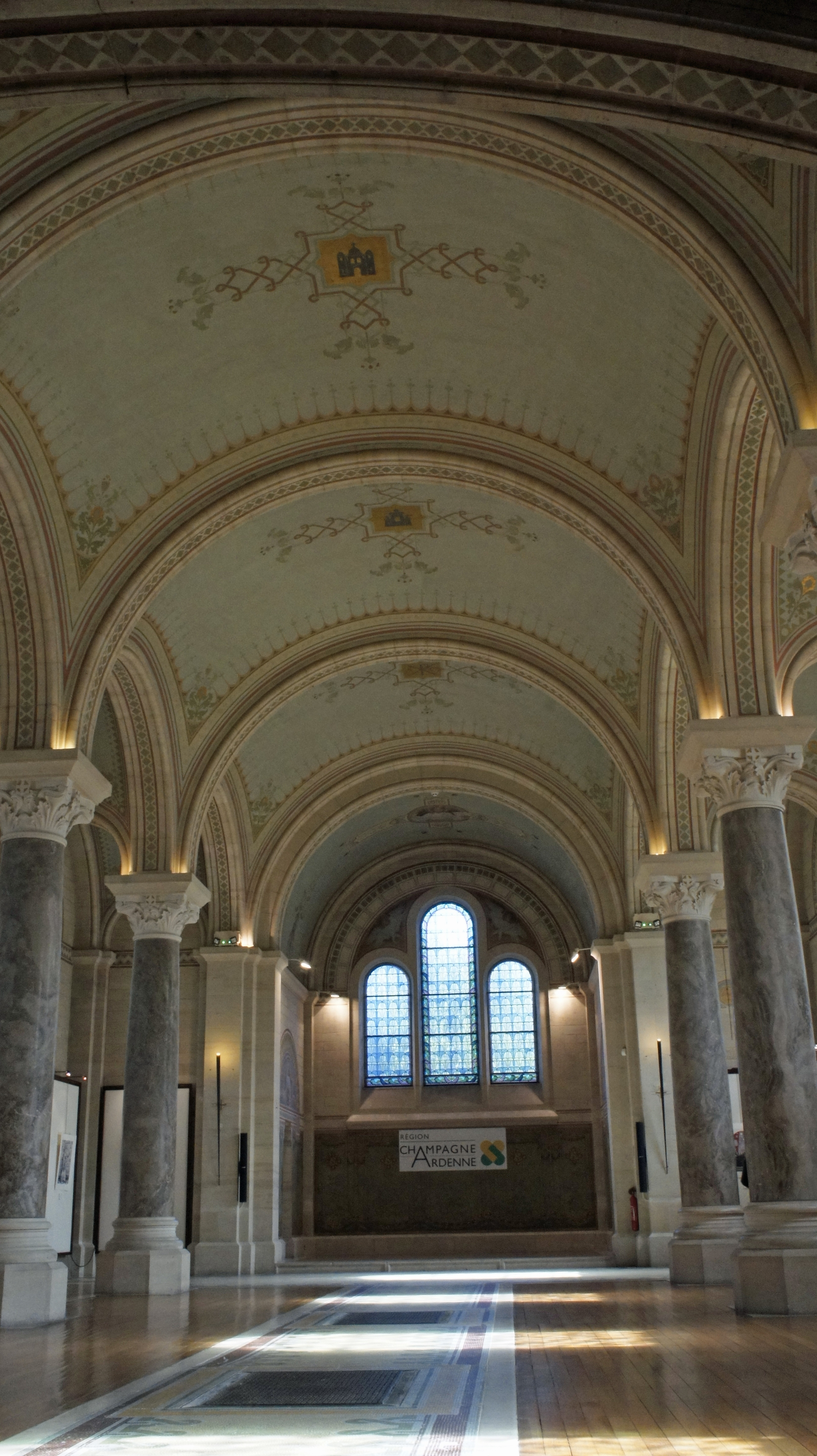
La chapelle.
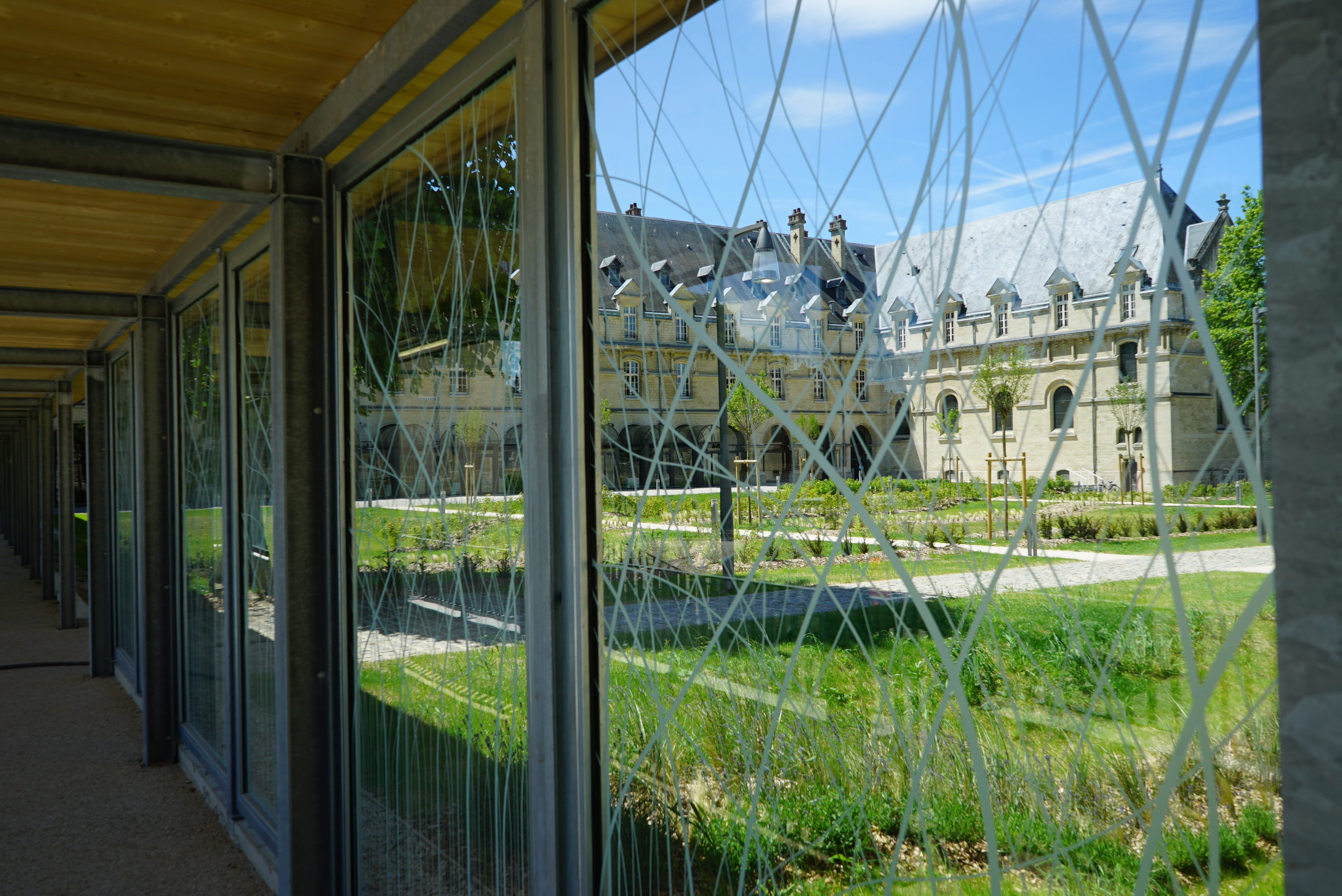
Jardins et grand séminaire.
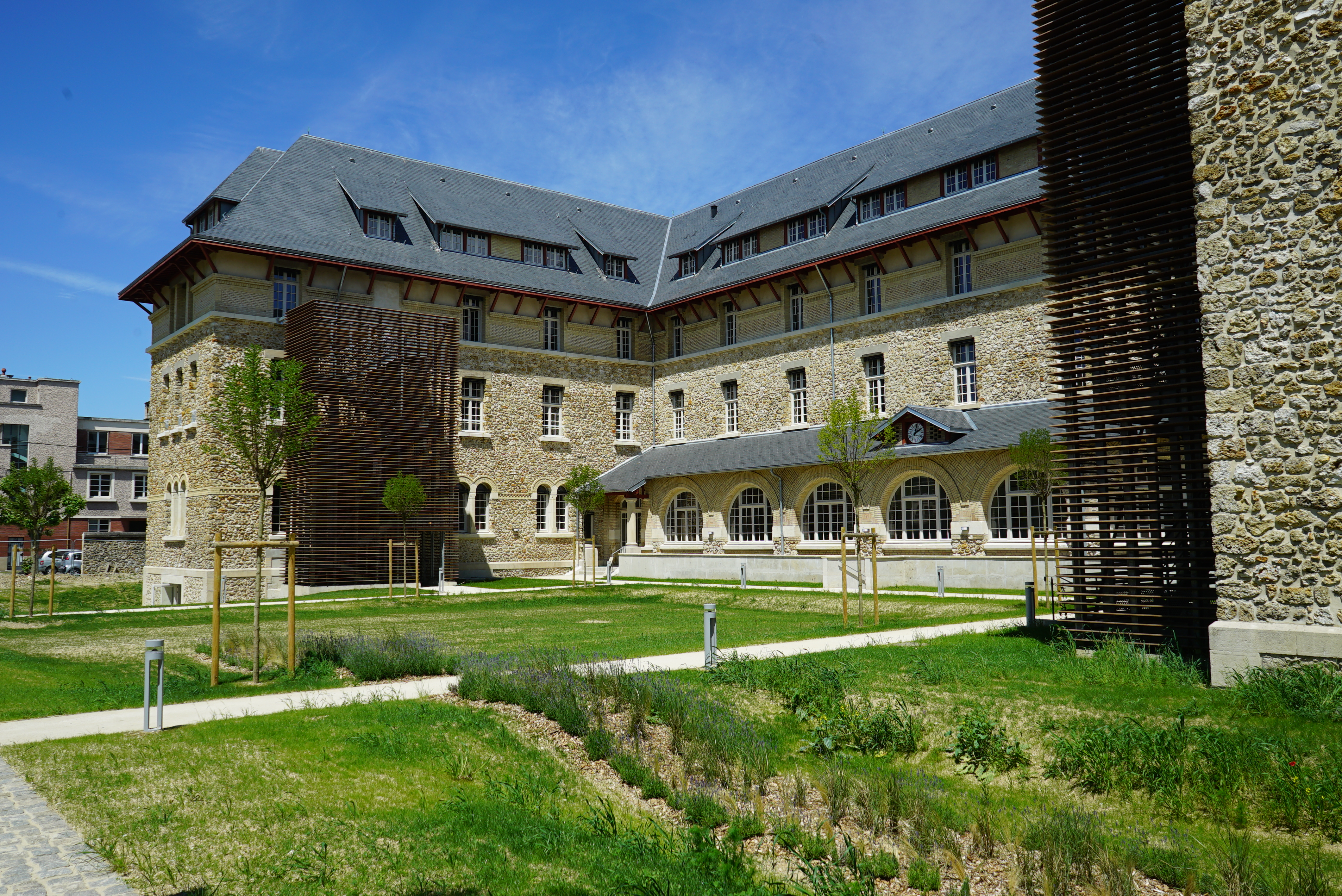
Ancien petit séminaire.

Le Conseil régional occupe l'ancien enclos qui regroupait le grand et le petit séminaire de Châlons. La rénovation se déroule en deux tranches, la première visait à réhabiliter le grand séminaire où siège le conseil en séance plénière et le Conseil économique et social. L'ancienne chapelle, avec son orgue classé servant de lieu d'exposition. Le jardin et le petit séminaire ayant été réhabilité pour le début 2015.

## Annexe